# Gjergj Fishta
Le père Gjergj Fishta [en français de l'époque: Georges Fichta] (1871-1940) est un prêtre franciscain albanais, figure de la littérature albanaise de la première moitié du XXe siècle et homme politique.
Ce fut le premier Albanais proposé pour le prix Nobel de littérature ; prosateur, poète, traducteur, il donna une expression artistique à la recherche de l'âme et de la souveraineté albanaise. Estimé par ses contemporains comme "Militant de la littérature albanaise" et "poète de la nation des Albanais", il tomba soudainement dans l'oubli, après la prise de pouvoir des communistes en Albanie en 1944. Depuis la chute du mur de Berlin, son oeuvre a été rééditée plusieurs fois et a fait l'objet de nombreuses études et colloques, en Albanie, comme au Kosovo.

## Naissance et formation
Il naît le 23 octobre 1871 à Zadrima (district de Mirditë) où il est baptisé par les missionnaires franciscains et a pour parrain le poète Leonardo de Martino (1830-1923). En 1894, il est ordonné prêtre, et admis à l'ordre franciscain. En 1899, il est cofondateur de la société littéraire de Shkodra (Scutari) dite "L'Union" (Bashkimi) qui s'attaque à la question de l'alphabet albanais par la publication de plusieurs textes scolaires et religieux et du dictionnaire albanais-italien, le meilleur dictionnaire du dialecte guègue (geg) du nord de l'Albanie.

## Œuvre littéraire
Le père Fishta est alors une figure culturelle et politique essentielle dans la vie publique du nord de l'Albanie. En 1902, il devient le premier directeur de l'école franciscaine de la région de Shkodra connue depuis 1921 comme le Collegium Illyricum, et remplace l'instruction dispensée jusqu'alors en langue italienne par la langue albanaise, ce qui accentue chez les jeunes prêtres un véritable sens de l'identité nationale.
Il participe au congrès de Bitola (Kongresi i Monastirit, en albanais), tenu par l'intelligentsia albanaise afin de se mettre enfin d'accord sur l'alphabet qui sera utilisé pour l'écriture de la langue nationale. Gjergj Fishta, à la tête de la société littéraire Bashkimi, parviendra à imposer ses positions face aux autres courants (prônant un alphabet grec ou arabe) et obtenir que ce soient des lettres latines qui soient employées.
Il fonde en 1913 le périodique mensuel franciscain revue Hylli i Dritës (en) (Étoile de Lumière) dédié à la littérature, la politique, le folklore et l'histoire, lequel est interdit de 1925 à 1929, sous le règne du roi Zog, mais qui est republié par la suite jusqu'en 1944, moment de l'établissement de la dictature communiste en Albanie ; de 1916 à 1918, il publie le périodique "Le Courrier albanais" (Posta e Shqypnis). Il a un rôle de premier plan au sein de la Commission littéraire albanaise fondée par les Austro-hongrois et dont le rôle est de définir l'orthographe officielle de la langue albanaise.
Il publie, entre autres, en 1907 "Les guêpes du Parnasse" (Ânxat e Parnasit) et en 1913, "La Sieste des fées" (Mrizi i Zanave)
Son chef-d'œuvre, "Le Luth des hautes montagnes" (Lahuta e Malcís), est une épopée patriotique de 15 613 vers (répartis en 30 chants), qui fut qualifié d'Iliade albanaise ou de Bible des chevaliers de l'albanais. Composé essentiellement entre 1902 et 1909, elle est publiée dans sa forme définitive après trente-cinq ans de travail en 1937. Rééditée de nombreuses fois en albanais, l'oeuvre a été traduite en allemand par le linguiste autrichien Maximilian Lambertz, en anglais par Robert Elsie et Janice Mathie-Heck et plus récemment en français par Abidin Krasniqi.
Le père Fishta fut médaillé par l'empire d'Autriche-Hongrie (Ritterkreuz) en 1911, décoré par le pape Pie XI de l'ordre du Mérite en 1925. Il reçut la prestigieuse médaille du Phénix du gouvernement grec, et fut honoré du titre de Lector jubilatus honoris causae par l'ordre franciscain. Il fut nommé membre permanent de l'Académie italienne des Arts et des Sciences en 1939.

## Engagement politique
En août 1919, il devient secrétaire général de la délégation albanaise participant à la conférence de paix de Paris pour redéfinir les frontières de l'Albanie, et il est membre d'une commission spéciale tenue aux États-Unis en 1921 pour la protection des intérêts du nouvel État albanais.
Député de Shkodra (Scutari) au Parlement albanais, il en fut le vice-président. Ses talents d'orateur tant sur le plan ecclésiastique que politique, lui sont utiles dans la participation aux conférences balkaniques d'Athènes (1930), de Sofia (1931) et de Bucarest (1932). Il se retire ensuite de la vie publique pour se consacrer entièrement à l'ordre franciscain et à l'écriture.
Il meurt à Shkodra le 30 décembre 1940 et est inhumé dans l'église Saint-François de Scutari.